# Колін Фрейзер
Колін Фрейзер (англ. Colin Fraser; 28 січня 1985, м. Суррей, Канада) — канадський хокеїст, центральний нападник. Виступає за «Лос-Анджелес Кінгс» у Національній хокейній лізі.
Виступав за «Ред-Дір Ребелс» (ОХЛ), «Норфолк Адміралс» (АХЛ), «Чикаго Блекгокс», «Рокфорд Айсхогс» (АХЛ), «Едмонтон Ойлерс».
В чемпіонатах НХЛ — 291 матч (18+31), у турнірах Кубка Стенлі — 19 матчів (1+1).
У складі молодіжної збірної Канади учасник чемпіонату світу 2005.
Досягнення
- Володар Кубка Стенлі (2010, 2012)
- Переможець молодіжного чемпіонату світу (2005).